# Minabe (Wakayama)
Minabe (みなべ町 Minabe-chō?) es un pueblo localizado en la prefectura de Wakayama, Japón. En junio de 2019 tenía una población estimada de 11.952 habitantes y una densidad de población de 99,4 personas por km². Su área total es de 120,28 km².

## Geografía

### Localidades circundantes
- Prefectura de Wakayama
  - Tanabe
  - Inami

## Demografía
Según los datos del censo japonés, esta es la población de Minabe en los últimos años.
| Año del censo | Población |
| ------------- | --------- |
| 1995          | 14.907    |
| 2000          | 14.734    |
| 2005          | 14.200    |
| 2010          | 13.470    |
| 2015          | 12.742    |